# Franz Eduard Strache
Franz Eduard Strache, též Eduard Strache starší (29. srpna 1815 Rumburk – 22. ledna 1894 Vídeň), byl rakouský a český podnikatel, novinář, fotograf a politik německé národnosti, starosta Rumburku, v 60. letech 19. století poslanec Českého zemského sněmu.

## Biografie
Byl synem podnikatele a majitele nemovitostí Floriana Stracheho. Zpočátku sám působil jako obchodník. Zároveň se zajímal o malířství a chemii a ve 40. letech 19. století začal experimentovat s daguerrotypií. Na kresbě z roku 1843 je vyobrazen během zhotovování daguerrotypie a jde o první takovýto dobový doklad na území českých zemí.
V této době se rovněž politicky angažoval. Během revolučního roku 1848 zasedal v předsednictvu německé organizace Verein der Deutschen aus Böhmen, Mähren und Schlesien zur Aufrechterhaltung ihrer Nationalität (Spolek Němců z Čech, Moravy a Slezska pro zachování své národnosti) a zároveň byl členem v Lipsku sídlícího spolku pro podporu německých zájmů ve východních územích. V srpnu 1848 se podílel na pořádání německého sjezdu v Teplicích, kde se navrhovalo rozdělení českých zemí (a Rakouska) na kraje podle převažující národnosti s tím, že v Čechách by došlo k administrativnímu ustavení německých a českých krajů. Od listopadu 1848 do května 1849 zasedal jako nezařazený poslanec celoněmeckého Frankfurtského parlamentu, kde většinou hlasoval s levicí (liberálové).
V září 1850 se stal starostou Rumburku a ve funkci setrval do srpna 1856. Během jeho působení v čele obce došlo k výstavbě špitálu, školy a k reformě péče o chudé. Z politických důvodů měl být zatčen a přemístěn do Prahy, ale nakonec zůstal na svobodě. Přesídlil do Vídně, kde spolupracoval s Ignazem Kurandou na vydávání listu Ostdeutsche Post. Díky svým zájmům měl široký tematický záběr, od témat politických, národohospodářských až po umělecké. Kromě toho podnikal ve stavebnictví a zasedal ve vedení finančního ústavu Bodencreditanstalt a železniční společnosti Rakouská severozápadní dráha. Měl podíl v několika důlních a železářských firmách.
Po obnovení ústavního života v Rakouském císařství počátkem 60. let 19. století se zapojil i do zemské politiky. V zemských volbách v Čechách v roce 1861 byl zvolen v městské kurii (volební obvod Rumburk) do Českého zemského sněmu.
Po roce 1866 se stáhl do soukromí a zabýval se hlavně uměním; sbíral a rekonstruoval obrazy. Patřil mezi průkopníky fotografování v severních Čechách. Jeho syn Hugo Strache byl chemikem a technikem, synovec Eduard Strache působil rovněž jako poslanec Českého zemského sněmu a na počátku 20. století starosta Varnsdorfu. V Rumburku vedl tiskárnu spoluzaloženou Franzem Eduardem Strachem.